# Ceriana wiedemanni
Ceriana wiedemanni är en tvåvingeart som först beskrevs av Shannon 1927.  Ceriana wiedemanni ingår i släktet griffelblomflugor, och familjen blomflugor.
Artens utbredningsområde är Laos. Inga underarter finns listade i Catalogue of Life.